# جزر شوغر لوف
جزر شوغر لوف (بالإنجليزية: Sugar Loaf Islands) (بالماورية: Ngā Motu) هي عبارة عن مجموعة من خمس جزر صغيرة غير مأهولة والعديد من المداخن البحرية بالقرب من ميناء تاراناكي، نيوزيلندا.
كانت الجزر واحدة من المناطق الأولى التي يسكنها أحفاد «تي وي تي اورونغوماي»، وتم تسمية جميع الجزر والشعاب المرجانية من قبل «نيغاتي تي وي تي».